# Сербська мова
Се́рбська мо́ва (серб. српски језик, srpski jezik) — стандартизований варіант сербохорватської мови, який використовують переважно в Сербії (зокрема у Косові), Чорногорії та Боснії й Герцеговині. Крім того, мова має статус міноритарної в Хорватії, Македонії, Румунії, Угорщині, Словаччині, Чехії, Албанії та Греції. Належить до групи південнослов'янських мов.
Стандартизована сербська базується на найпоширенішому діалекті сербохорватської, штокавському (конкретніше, на шумадсько-воєводинському та східногерцеговинському діалектах), який також є основою стандартизованих хорватської, боснійської та чорногорської мов. Інший діалект, яким розмовляють серби, є торлацький, поширений у південно-східній Сербії, є перехідним до македонської та болгарської мов.
Сербська використовує паралельно кириличну та латинську абетки; носії мови читають обидва письма однаково добре. Сербську кирилицю остаточно адаптував 1814 року сербський мовознавець Вук Караджич, що створив абетку за фонетичним принципом. Латинську версію уклав хорватський мовознавець Людевит Гай 1830 року, вона є ідентичною з хорватською та боснійською абетками.

## Класифікація
Сербська мова є стандартизованою формою сербохорватської мови, слов'янської (індоєвропейської) мови південнослов'янської підгрупи. Іншими стандартизованими формами сербохорватської є боснійська, хорватська та чорногорська. Сербська має високий рівень взаємозрозумілості зі східними півдненнослов'янськими мовами (болгарською та македонською). Хоча словенська мова належить до західних південнослов'янських мов, від сербохорватської її відділяють різниці в лексиці, граматиці та вимові; словенська є ближчою до кайкавського та чакавського наріч сербохорватської.

## Поширення
Кількість носіїв за країнами:
- Сербія: 6 540 699
- Боснія та Герцеговина: 1 711 577
- Німеччина: 568 240
- Австрія: 350 000
- Чорногорія: 265 890 (як перша мова)
- Швейцарія: 186 000
- США: 172 874
- Швеція: 120 000
- Австралія: 100 000
- Канада: 72 690[10] (40 580 із них в Онтаріо)
- Хорватія: 52 879[11]
- Словенія: 38 964 (як перша мова)
- Північна Македонія: 35 939 (як перша мова)
- Румунія: 22 518

### Статус у Чорногорії
Сербська була офіційною мовою в Чорногорії до 2007 року, коли нова конституція країни замінила конституцію 1992 року. Відповідно до неї, чорногорську мову було визнано єдиною офіційною мовою країни, а сербській надано статус міноритарної мови (так само, як боснійській, албанській та хорватській). За результатами перепису 2003 року, 63,49 % населення країни визнали рідною мовою сербську, а чорногорську — 21,96 % (при цьому більшість останніх зосереджені в Старій Чорногорії). За переписом населення 2011 року 42,88 % визнають сербську рідною мовою, тоді як чорногорську — 36,97 % населення.

## Письмо
Стандартизована сербська мова використовує як кирилицю, так і латиницю.
Хоча Рада стандартизації сербської мови вже більше за пів століття визнає офіційний статус обох алфавітів, в сучасній мові уряд офіційно використовує кирилицю, що закріплено конституцією 2006 року. Щоправда, закон не регулює використання алфавітів у стандартизованій мові, тобто вибір абетки повністю залежить від особистих побажань мовця (це стосується зокрема книг, медіа, торгівлі тощо). Виняток становлять паперова продукція уряду та письмова комунікація з державними службовцями, які слід проводити кирилицею. Щоправда, навіть у офіційних документах уряду цю конституційну вимогу часто упускають. Таким чином обидві абетки фактично мають абсолютно рівні права. Як правило, видавці та медіа обирають ту чи іншу абетку. Наприклад, Радіо Телебачення Сербії використовує переважно кирилицю, тоді як приватні канали, як-от RTV Pink, переважно використовують латинку.

### Алфавітний порядок
- Кириличний (ћирилица, ćirilica) порядок букв: А Б В Г Д Ђ Е Ж З И Ј К Л Љ М Н Њ О П Р С Т Ћ У Ф Х Ц Ч Џ Ш
- Латинський (латиница, latinica) порядок букв (абецеда, abeceda): A B C Č Ć D Dž Đ E F G H I J K L Lj M N Nj O P R S Š T U V Z Ž

### Абетки
Букви у таблиці впорядковано згідно з кириличним варіантом:
| Кирилиця | Латинка | Транскрипція |
| -------- | ------- | ------------ |
| Аа       | Aa      | [а]          |
| Бб       | Bb      | [б]          |
| Вв       | Vv      | [в]          |
| Гг       | Gg      | [ґ]          |
| Дд       | Dd      | [д]          |
| Ђђ       | Đđ      | [джь]        |
| Ее       | Ee      | [е]          |
| Жж       | Žž      | [ж]          |
| Зз       | Zz      | [з]          |
| Ии       | Ii      | [і]          |

| Кирилиця | Латинка | Транскрипція |
| -------- | ------- | ------------ |
| Jj       | Jj      | [й]          |
| Кк       | Kk      | [к]          |
| Лл       | Ll      | [л]          |
| Љљ       | Lj lj   | [ль]         |
| Мм       | Mm      | [м]          |
| Нн       | Nn      | [н]          |
| Њњ       | Nj nj   | [нь]         |
| Оо       | Oo      | [о]          |
| Пп       | Pp      | [п]          |
| Рр       | Rr      | [р]          |

| Кирилиця | Латинка | Транскрипція |
| -------- | ------- | ------------ |
| Сс       | Ss      | [с]          |
| Тт       | Tt      | [т]          |
| Ћћ       | Ćć      | [чь]         |
| Уу       | Uu      | [у]          |
| Фф       | Ff      | [ф]          |
| Хх       | Hh      | [х]          |
| Цц       | Cc      | [ц]          |
| Чч       | Čč      | [ч]*         |
| Џџ       | Dž dž   | [дж]         |
| Шш       | Šš      | [ш]          |

* В багатьох діалектах різниця в звучанні букв ћ і ч відсутня.

## Лексика
Більшість сербських слів мають слов'янське і, відповідно, прото-слов'янське походження. Водночас мова містить багато запозичень із інших мов, що відображає їхню культурну взаємодію протягом історії.
Значною є кількість турецьких запозичень. Мовознавець Абдула Шкаліч нарахував бл. 7 тисяч турецьких слів у сербохорватській, чимало з яких, щоправда, вийшли з ужитку. Деякі з цих слів мають арабське або перське походження, але потрапили до сербської через турецьку. Загалом ці слова зникають зі стандартизованої мови швидше, ніж запозичення з інших мов. Наприклад, в Белграді до Другої світової війни слово čakšire (чакшире) було єдиним зі значенням «штани»; тепер вживають італійське слово pantalone (панталоне); у 1960-80-их роках слово avlija (авлија, турецьке avlı) було загальнопоширеним на позначення «подвір'я», тепер замість нього вживають слов'янське dvorište (двориште); у 1980-их слово čaršav (чаршав) вживали на позначення «скатертини», тепер — stolnjak (столњак). Найбільша кількість турецьких запозичень поширена у просторіччі на півдні Сербії, а також у Воєводині.
Сербська мова містить багато німецьких запозичень. Значна частина їх притаманна просторіччям, поширеним на територіях, що входили до Австрійської монархії (Воєводина). Більшість слів, пов'язаних із культурою й запозичених до Другої світової війни, прийшли з німецької, навіть якщо самі вони мають французьке чи англійське походження (šorc, boks). Такі слова виділяє підвищений наголос.
Італійські слова в стандартизовану мову часто потрапляли з німецької (makarone). Наприклад, špagète, ćao.
Грецькі запозичення були дуже поширеними у давньосербській (або церковносербській) мові. Деякі слова досі поширені в сучасних просторіччях центральної Сербії, а також у стандартизованій мові: hiljada (хиљада), tiganj (тигањ), patos (патос), jeftin (јефтин). Багато слів у сербській православній літургії мають грецьке походження.
Кількість запозичень із угорської в стандартизованій мові є невеликим: bitanga (битанга), alas (алас), ašov (ашов). Щоправда, вони трапляються у воєводинських просторіччях, в історичних документах та місцевій літературі. Деякі географічні назви у північно-центральній Сербії мають, імовірно, угорське походження.
Класичні міжнародні слова (зазвичай латинського чи грецького походження) на відміну від хорватської у сербській не перекладають.

## Приклад

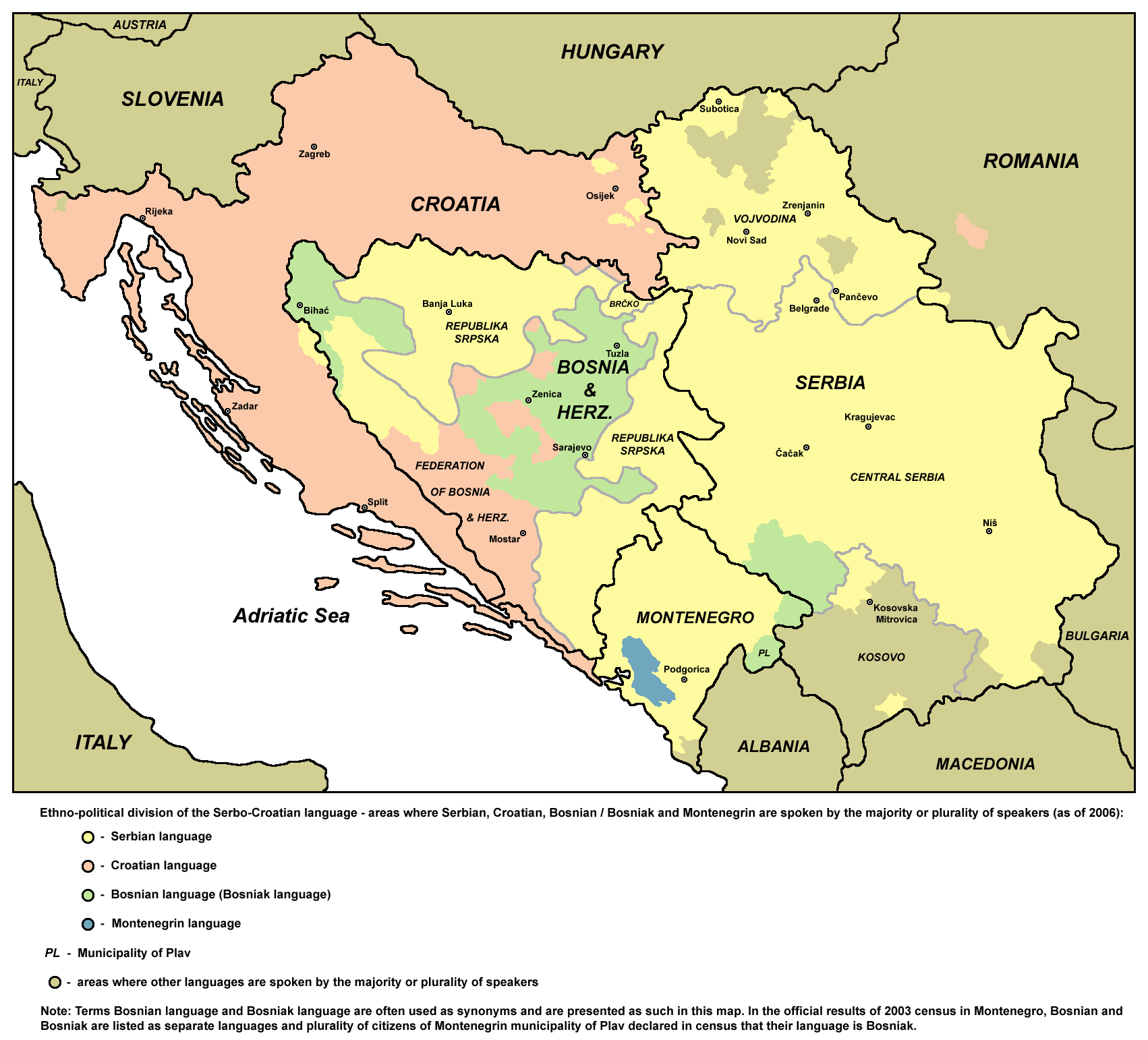

«Заповіт» Т.Шевченка сербською мовою (переклав Радослав Пайкович):
| ЗАВЕШТАЊЕ Кад умрем, сахраните ме: Тамо у могили: Сред степе предивне: На милој Украјини. Да бих поље широко, И Дњепар, и прокоп: Гледати, чути мого: Како певају громко: И како из Украјине: Односе у сиње море: Крв злочинца… Тад ћу да минем: И поље и горе, Устанем и стигнем: До бога самога: Да се молим… А до тада: Не знам ни за бога. Сахраните, па устајте, Окове разбијте: Крвљу непријатеља: Слободу залијте. А мене у породици: Великој, слободној, новој Помените у прилици: Добрим, тихим словом. |

| ZAVEŠTANJE Kad umrem, sahranite me: Tamo u mogili: Sred stepe predivne: Na miloj Ukrajini. Da bih polje široko, I Dnjepar, i prokop: Gledati, čuti mogo: Kako pevaju gromko: I kako iz Ukrajine: Odnose u sinje more: Krv zločinca… Tad ću da minem: I polje i gore, Ustanem i stignem: Do boga samoga: Da se molim… A do tada: Ne znam ni za boga. Sahranite, pa ustajte, Okove razbijte: Krvlju neprijatelja: Slobodu zalijte. A mene u porodici: Velikoj, slobodnoj, novoj: Pomenite u prilici: Dobrim, tihim slovom. |